# Fusiliers marins
Un fusilier marin est un marin militaire appartenant à une spécialité destinée au combat sur terre, en mer ou en zone littorale. Les fusiliers marins sont destinés aux opérations d'arraisonnement et de défense de navire.

## Missions
En France, les fusiliers marins font partie de la Marine nationale. Ils ont pour mission :
- à terre, d'assurer la sécurité des sites stratégiques de la marine (ports militaires, bases de l'aéronautique navale et stations de transmissions…) et lutter contre les intrusions ;

- en mer, d'assurer la sécurité du bord (police), participer à l'entraînement de l'équipage, veiller au respect des consignes et contribuer aux missions de défense maritime ;

En tant que fantassins de la Marine Nationale, les fusiliers marins sont destinés à agir sur plusieurs fronts. Tourné vers les opérations maritimes, un fusilier marin agit en mer comme sur terre, embarqué sur un navire de guerre ou affecté dans un port militaire, une base aéronavale ou sous-marine.

## Historique

### Création d'une unité spécialisée en 1856
Ces compagnies manquant de personnel spécialisé dans le combat à terre, un décret impérial du 5 juin 1856 créait la spécialité de marin fusilier dont la formation fut assurée par un bataillon installé à Lorient. Ce corps spécialisé, auquel étaient confiées les fonctions de capitaine et sergent d'armes des bâtiments de la Flotte, en même temps que l'instruction et l'encadrement des corps de débarquement, est l'ancêtre direct des fusiliers marins actuels.
Depuis cette date, les fusiliers marins ont participé aux conflits suivants :
- les campagnes coloniales de la fin du XIXe siècle ;
- les expéditions en Chine, en Cochinchine, au Tonkin, à Madagascar ;
- les conflits européens en 1870, 1914-1918 et 1939-1945.

Pendant la guerre franco-prussienne de 1870, après le désastre de Sedan, des brigades de marins fusiliers et canonniers ont été engagées à Bapaume et pour défendre Paris au Bourget et à L'Haÿ-les-Roses notamment.
Durant la Commune de Paris en 1871, le régiment participe avec l'armée versaillaise à la semaine sanglante.
En 1900, les fusiliers marins participèrent à la protection des légations en Chine pendant la révolte des Boxers. Parmi leurs officiers se trouvaient l'enseigne de vaisseau Paul Henry tué à Pé-Tang à 23 ans et le lieutenant de vaisseau Pierre Alexis Ronarc'h qui avait 34 ans et qui deviendra quelques années plus tard contre-amiral et commandant de la brigade de fusiliers marins en 1914.

## La Première Guerre mondiale

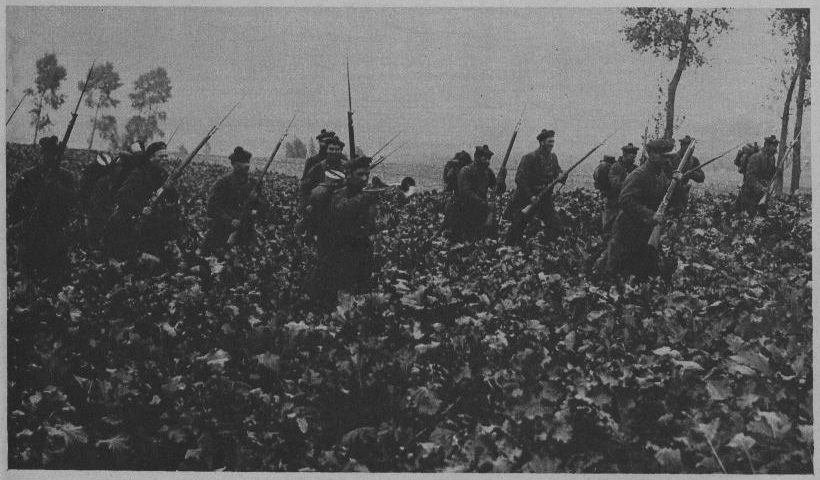
Le premier engagement des fusiliers marins dans le Nord, en novembre 1914

C'est en 1914, au début de la Première Guerre mondiale qu'on a vu s'écrire l'une des plus grandes pages de l'histoire des fusiliers marins dans le cadre de la brigade de fusiliers marins. Leur participation déterminante aux combats de Dixmude, d'Yser, à Longewaede, Hailles et Laffaux ont marqué les esprits.
Lorsque la guerre éclate, épuisées et manquant d'hommes, les troupes françaises n'arrivent pas à faire face à l'ennemi allemand. La Marine Française de l'époque disposant alors d'un surplus d'hommes qu'elle ne peut employer à bord, cède ses troupes afin de créer le 7 août 1914 la brigade de fusiliers marins composée du 1er et 2e régiment de fusiliers marins. Un peu moins de 7 000 hommes se retrouvent sous les ordres du tout jeune contre-amiral Ronarc'h.
Arrivant de Lorient, Brest, Cherbourg et Toulon, ces marins ont dans un premier temps pour mission de défendre Paris. C'est en arrivant à la capitale qu'ils gagneront d'ailleurs leur surnom de "Demoiselles au pompon rouge", en effet les Parisiens surpris par la jeunesse extrême de ces soldats (beaucoup ayant à peine 16 ans) leur donnèrent ce surnom qui dépassera plus tard les frontières françaises.
La protection de Paris fut vite abandonnée lorsque le front réclama la venue de soldats. C'est ainsi que le 2 octobre 1914, les fusiliers marins prirent le train de Paris en direction des Flandres. Le 9, 10 et 11 octobre, ces marins se battent, et se battent bien, ils évacuent les troupes bloquées à Anvers et décrochent vers Dixmude. Habitués à vivre nu-pieds sur le pont de leurs bateaux, ils fournissent des marches de trente et quarante kilomètres poursuivis par 30 000 Allemands lorsqu'ils sont à peine 7 000. C'est ainsi que commence la bataille pour la possession de Dixmude.

« L'amiral Ronarc'h donna l'ordre suivant à ses marins : « Le rôle que vous avez à remplir est de sauver notre aile gauche jusqu'à l'arrivée des renforts. Sacrifiez-vous. Tenez au moins quatre jours. » »

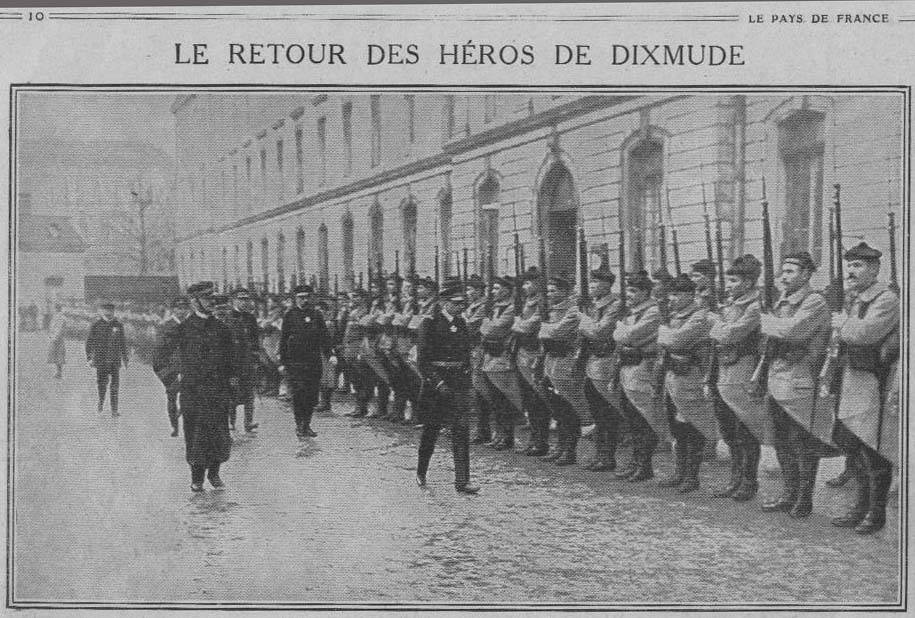
Fusiliers marins récompensés à la suite de la bataille de Dixmude.

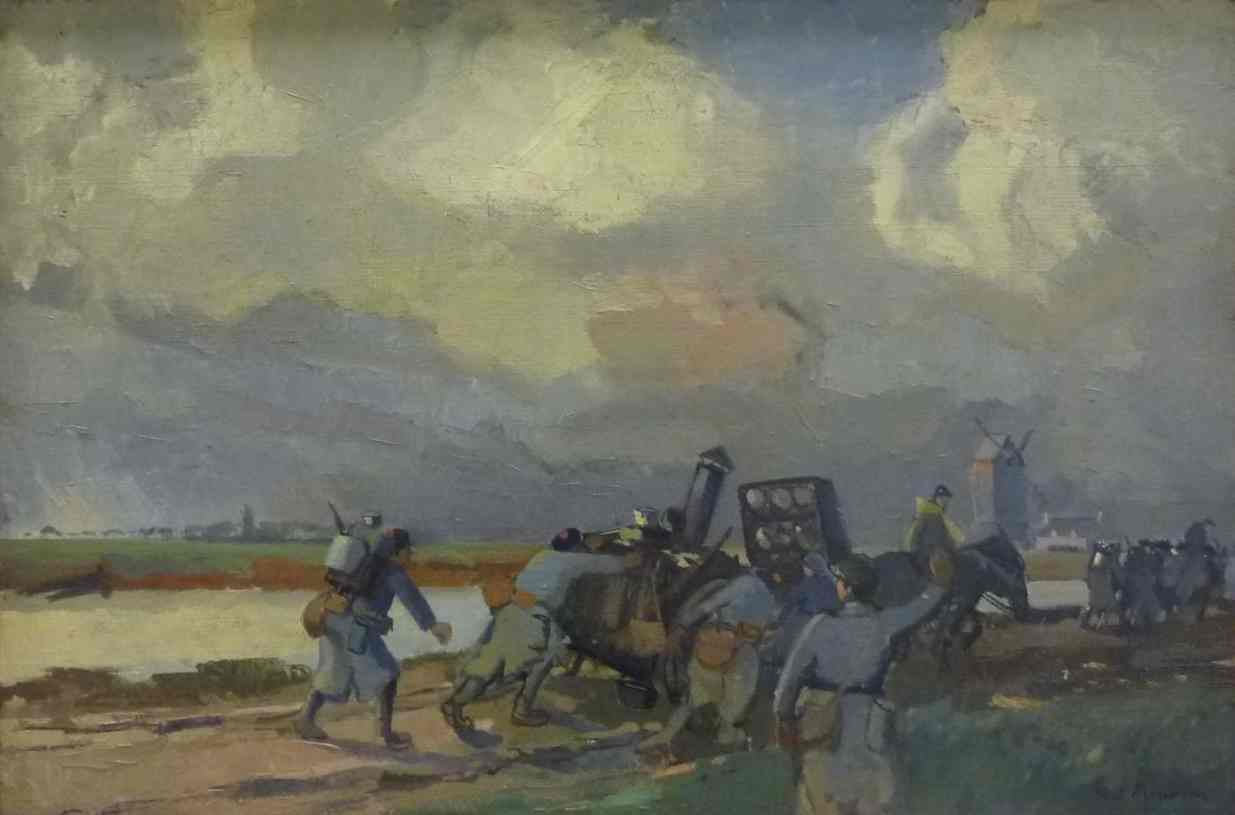
Paul Morchain : La cuisine roulante brigade des fusiliers marins [pendant la Première Guerre mondiale] (Musée national de la Marine de Paris).

Les États-majors français et belges entretinrent l'espoir d'une évolution de la situation sur la ligne de front grâce aux batailles déterminantes de ces marins. Le 24 octobre une nouvelle attaque est lancée, cette fois-ci dans le but de percer la ligne de front. Ils étaient ainsi 6 500 marins face à une armée grandissante de 50 000 Allemands, on leur demanda de tenir 4 jours afin d'attendre des renforts, ils tiendront 3 semaines. La plupart des fusiliers avaient été entraînés avec la Méthode naturelle de Georges Hébert qui avait débuté la mise au point de sa Méthode à Lorient. L'exploit des fusiliers marins résonna dans toute la France. Renforcés ensuite par un régiment de tirailleurs sénégalais, les combats s’intensifièrent jusqu'à de sanglants corps-à-corps à la baïonnette.
Les pertes furent effroyables, 3 000 fusiliers marins perdirent la vie et 700 autres furent prisonniers ou portés disparus, mais l'offensive allemande fut définitivement stoppée.
Le sacrifice de la brigade de fusiliers marins eut un grand retentissement en France, acclamés comme des héros, le président de la République remit lui-même le drapeau des fusiliers marins à l'amiral Ronarc'h.
Fin 1915, la brigade de fusiliers marins fut dissoute afin de créer le bataillon des Fusiliers Marins. Toujours aux côtés des tirailleurs sénégalais, ce bataillon fut mis à la disposition de la 51e division d'infanterie de l'Armée britannique dans les combats de la bataille des Flandres et la bataille de la Somme jusqu'à la fin de la guerre.[citation nécessaire] S'illustrant encore une fois notamment à Longewaede, Hailles et au Moulin de Laffaux, les fusiliers marins reçurent d'énièmes décorations et citations à l'Ordre de l'Armée pour leurs faits d'armes durant cette Première Guerre mondiale.

## La Seconde Guerre mondiale

### Le1errégiment de fusiliers marins
C'est probablement pendant la Seconde Guerre mondiale que les fusiliers marins se sont le plus illustrés, devenant un des corps d'armée emblématique de la Résistance française et de la Libération. Ils forment d'abord un bataillon puis le 1er régiment de fusiliers marins au sein de la 1re division française libre. Ils embarquent le 17 juillet 1940 à bord du cuirassé Courbet à Portsmouth en direction de l'Afrique. Débarquant au Cameroun, au Gabon et au Congo pour la levée et l'instruction des troupes africaines servant pour la France Libre.
Le 1er RFM partit ensuite aux côtés des forces britanniques pour l'opération Exporter afin de combattre les forces armées sous commandement de Vichy. La conduite héroïque des fusiliers marins sera d'ailleurs marquée à Bir Hakeim en 1942.
Le 22 avril 1944, après avoir gonflé leur effectif et s'étant rééquipé de matériel américain, le 1er RFM débarque à Naples et s'insère aux combats qui va permettre le 12 mai 1944 de rompre le front allemand qui barrait toute l'Italie. Se montrant encore une fois décisif à Montefiascone et Radicofani.
Le 16 août 1944, le 1er RFM débarque enfin en France, à Cavalaire en Provence. Ils remontent le Rhône et atteignent Lyon puis Autun et rejoignent les troupes débarquées en Normandie. Après la campagne des Vosges, les fusiliers marins font face en décembre 1944 à Von Rundstedt et son offensive allemande. En janvier 1945, les fusiliers se distinguent une nouvelle fois lors des batailles d'Herbsheim et Rossfeld avant de poursuivre leur marche victorieuse vers le Rhin.

### Lerégiment blindé de fusiliers-marins
Constitué au sein de la 2e division blindée commandée par le général Leclerc en 1943, ce régiment s'illustre durant la campagne de libération de la France et notamment de Paris (voir le lien qui est consacré).

### Les fusiliers marins au béret vert
C'est en 1940 que fut formé en Angleterre le commandement des opérations combinées afin de mettre en place un entraînement à la guerre amphibie et la préparation d'un raid sur les côtes ennemies. De tous les Alliés, des troupes air/terre/mer sont prévues et c'est en mars 1941 que le capitaine de corvette Philippe Kieffer persuade le commandement français basé à Londres de confier l'entraînement aux Britanniques. Choisis pour leur gloire passée et leurs connaissances de la guerre en mer comme sur terre, les fusiliers marins de Kieffer se soumettent à un entraînement éprouvant dans les Highlands écossais, dans le camp d'Achnacarry. C'est ainsi que naît le 22 mai 1942 la compagnie de fusiliers marins commandos et la légende du mythique béret vert français.
Le 12 août 1942, 15 fusiliers marins commandos sont envoyés lors du raid de Dieppe où Hitler ordonne de passer par les armes tout commando fait prisonnier ; quelques semaines plus tard, 150 commandos défileront dans Londres. En novembre 1943, les commandos sont envoyés pour un très grand nombre de missions de reconnaissance sur les côtes françaises, belges et néerlandaises avant de les suspendre en mars 1944 afin de préparer l'opération Neptune. Les 177 commandos Kieffer débarquent le 6 juin 1944 en Normandie, aux côtés du 1st Special Service Brigade sur la plage de Sword Beach à Ouistreham. Presque la moitié des fusiliers marins commandos seront tués ou blessés durant la première attaque du débarquement. Toutefois, leur mission est accomplie, et ils demeurent ce jour les seuls Français à avoir débarqué le 6 juin 1944. Suivirent d'autres raids, le 14 août à Pont-l'Évêque, Beuzeville, puis en Belgique avec la prise de l'île de Walcheren et de Flessingue, pour finir par l'île de Schouwen, Wessel et Minden avant la signature de l'Armistice.
L'histoire des fusiliers marins leur permettra d'être de nouveau décorés et cités à de multiples reprises. L'histoire retiendra également la naissance des premières forces spéciales françaises : les commandos marine.

## Les conflits d'après guerre

### La guerre d'Indochine
Le régiment blindé de fusiliers marins et l'escadron de traditions du 1er régiment de fusiliers marins sont intégrés dans la brigade marine d'Extrême-Orient qui part combattre en Indochine fin 1945 avant d'être dissoute en 1947,. Avec le commando François arrivé en 1951, ces unités se sont illustrés durant cette guerre.

### La guerre d'Algérie
La demi-brigade de fusiliers marins (DBFM) a combattu pendant la guerre d'Algérie.

## De nos jours

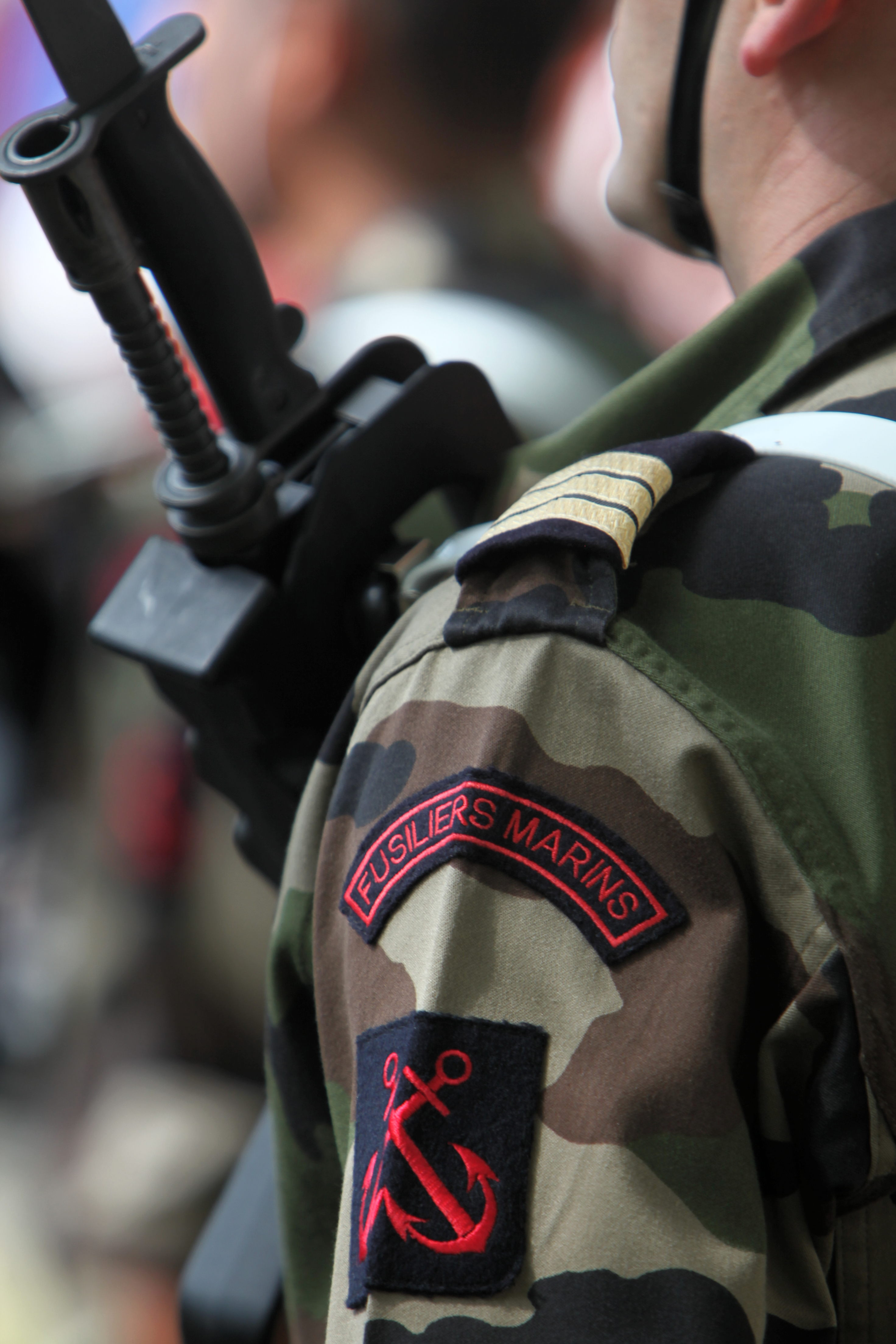
Insigne d'épaule des fusiliers marins.

Aujourd'hui, les fusiliers marins sont engagés sur tous les navires et sites de la Marine nationale. Les fusiliers marins portent une double casquette d'actions terre et mer ainsi que sur zone littorale. Ils participent à la plupart des opérations conduites par la Marine nationale, sous mandat national ou international. N'intervenant pas forcément en unité constituée, leurs actions sont souvent méconnues. Cependant, parmi les opérations les plus récentes auxquelles ils ont participé, on peut citer les missions Hérakles, Atalanta, Corymbe ou Chammal.
Les unités de fusiliers marins contribuent à la protection des sites suivants :
- Port militaire de Brest - Bataillon de fusiliers marins Amyot d'Inville, du nom d'Hubert Amyot d'Inville ;
- Base d'aéronautique navale de Lanvéoc-Poulmic (unité recréée le 1er septembre 2011 après la fermeture de la base d'aéronautique navale de Nîmes-Garons[4]) - Compagnie de fusiliers marins Bernier, du nom de Lucien Bernier ;
- Base sous-marine de l'île Longue et pyrotechnie de Guenvénez - Bataillon de fusiliers marins de Morsier, du nom de Pierre de Morsier ;
- Port militaire de Cherbourg - Compagnie de fusiliers marins Le Goffic, du nom de Pierre Le Goffic ;
- Base d'aéronautique navale de Lann-Bihoué - Compagnie de fusiliers marins Brière ;
- Centre de transmissions de Sainte-Assise (Seine-et-Marne) - Compagnie de fusiliers marins Morel, du nom d'André Morel ;
- Centre de transmissions de la Marine nationale de Rosnay (Indre) - Compagnie de fusiliers marins Le Sant, du nom de Georges Le Sant ;
- Centre de transmissions de France Sud à Villepinte et Saissac (Aude) - Compagnie de fusiliers marins Colmay, du nom de Constant Colmay ;
- Port militaire de Toulon - Bataillon de fusiliers marins Détroyat, du nom de Robert Détroyat.

Depuis septembre 2020, les unités de fusiliers marins portent le nom d’anciens combattants, tous Compagnons de la Libération, ayant servi au sein du 1er bataillon de fusiliers marins/1er régiment de fusiliers marins pendant la Seconde Guerre mondiale.
Ces formations et unités envoient des détachements qui se relaient tous les quatre à six mois en mission à Djibouti, Abu Dhabi, dans les Antilles françaises, en Nouvelle Calédonie, en Polynésie Française ou à la Réunion.
Elles contribuent également aux renforcements des équipages des bâtiments de la Marine nationale lors des opérations militaires conduites dans le cadre de l'action de l'état en mer (narcops) ou des opérations maritimes sous mandat international (embargo).

## Leurs équipements

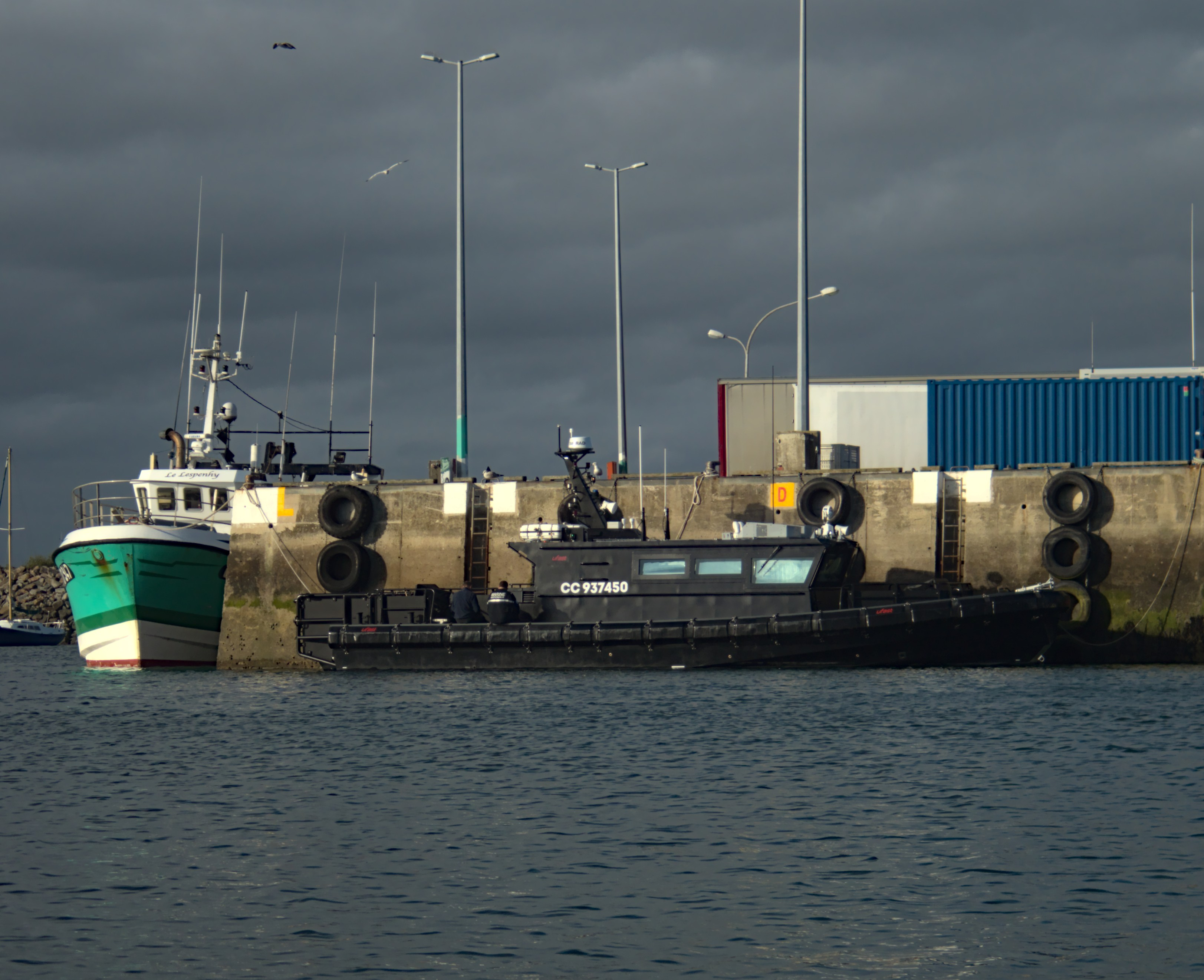

Les fusiliers marins sont équipés du treillis T4S2 Félin ainsi que de casque et gilet pare-balle de nouvelle génération. Comme toutes les autres forces de l'infanterie de l'armée, ils sont à présent en possession du HK416 qui a remplacé le FAMAS. Ils sont également dotés de pistolet automatique, mitrailleuse, arme collective, fusil d’assaut, fusil à pompe, armes de poing. Cependant ils bénéficient également d'équipements spécifiques à leur spécialité de marin fantassin.
Côté véhicule, ils continuent de percevoir jusqu'en 2022 de nouveaux véhicules légers tactiques polyvalents non protégé (VLTP/NP). Les groupes cynotechniques se voient eux, dotés de véhicules d’intervention cynotechnique pour équipes spécialisées, véhicules banalisés et adaptés afin d'apporter de nouveaux équipements de performances aux équipes ARDE (Aide à la recherche et à la détection d’explosifs) et ARDS (Aide à la recherche et à la détection du stupéfiant).
Côté embarcation, les fusiliers marins sont en possession des EDOP HB (embarcation de drome opérationnelle protection version hors-bord) ainsi que des VPDMP (vedette protégée de défense maritime et portuaire).
Travaillant régulièrement de manière conjointe avec les commandos marine, les fusiliers marins ont également accès à d'autres équipements.

### Armes utilisées
Fusils d'assaut
- HK416F
- FAMAS G2

Fusils de précison
- HK G3/SG1
- FR-F2
- HK417
- SCAR-H PR

Fusils de chasse
- Valtro PM5 M2

Pistolets

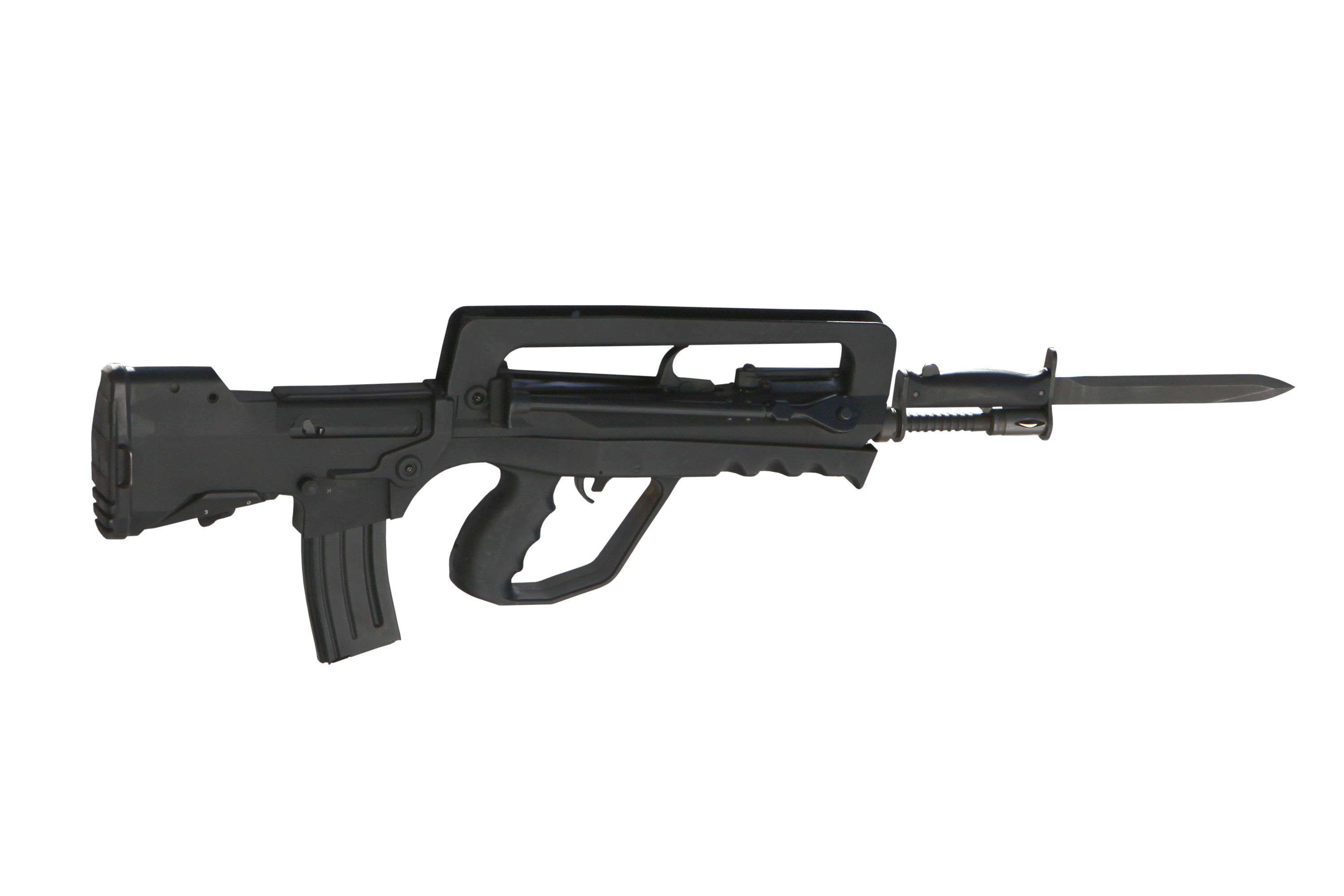
Le FAMAS G2, maintenant remplacé par le fusil allemand HK416.

- Pistolet semi-automatique HK Marine
- Glock 17

Armes de poing
- Lance-grenades 56mm Alsetex "Cougar"
- X26 arme Taser

Mitrailleuses
- Browning mitrailleuse Cal.50 M-2HB
- FN MAG 58
- FN Minimi 5.56 et 7.62

Lance-roquettes
- AT4 CS Arme anti-char

### Véhicules utilisés
Terrestres
- Véhicule tactique léger Land Rover Defender 90 Td5
- ACMAT VT4
- Véhicule d’intervention cynotechnique

Maritimes
- Zodiac Hurricane 630 IO EDOP HB
- Zodiac Hurricane 630 IO EDOP NG
- VPDMP
- Zodiac Futura Mark II
- Zodiac Futura Mark III

## La formation

### L'École des fusiliers marins de Lorient
Tout fusilier marin, de matelot à officier, doit passer par l'École des fusiliers marins de Lorient, après avoir reçu un enseignement préparatoire dans les différentes écoles de la Marine Nationale :
- L'école des mousses qui vise à former des membres de l'équipage (Matelot) ;
- L'école des matelots qui vise à former des membres de l'équipage (Quartier-maître) ;
- L'école de maistrance qui vise à former des officiers mariniers ;
- L'école navale qui vise à former des officiers.

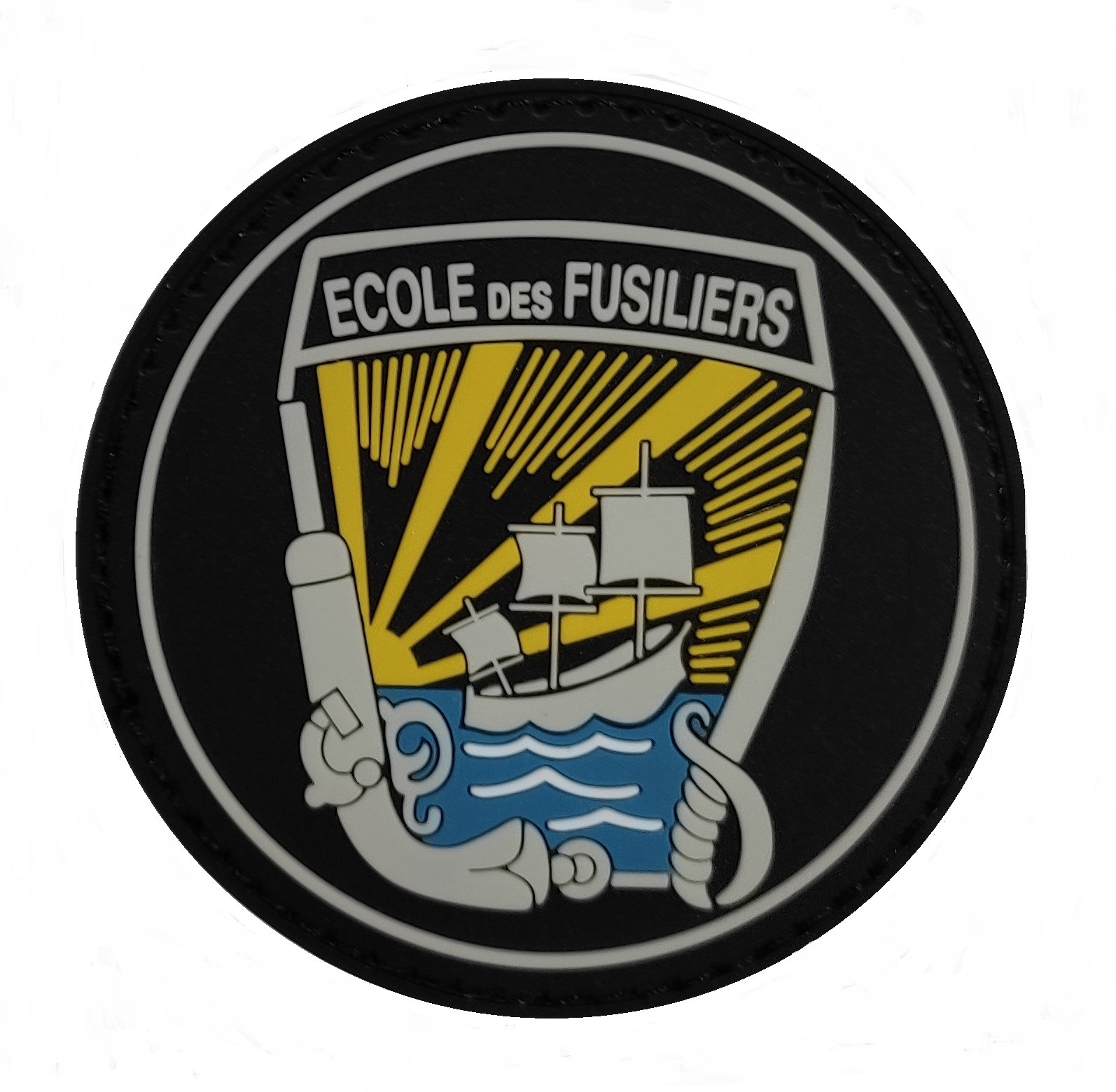
Emblème de l'ECOFUS tel que porté sur les treillis.

Les futurs fusiliers marins commencent donc leur enseignement de spécialité au sein de l’École des fusiliers marins.
Basé à Lorient et fondé en 1856, le Bataillon des apprentis fusiliers, qui deviendra l’École des fusiliers marins, s'implanta sur la rive gauche du Scorff dans l'arsenal de Lorient. Elle y fonctionnera jusqu'en 1940.

### L’École des fusiliers marins du cap Matifou
A la fin de la Seconde Guerre mondiale, toutes les infrastructures du port de Lorient sont détruites. L’école des fusiliers ne peut pas s'installer à Lorient où elle était établie avant la guerre.
L’École des fusiliers marins du Scorff est recréée en 1945 au "Centre Siroco", à 40 km d’Alger, au cap Matifou, à l'extrémité orientale de la baie d'Alger, sur l'emplacement d'un ancien chantier de jeunesse du régime de Vichy où elle restera jusqu'en 1962. À la suite du débarquement des troupes américaines en Algérie en 1942, des unités des Forces françaises libres (FFL)  occupaient les lieux.
On y bâtit un centre de formation maritime pour tous les marins engagés et conscrits d'Afrique du Nord (Tunisie, Algérie, Maroc et Mauritanie) incorporés dans la Marine nationale, qui devient la "Mecque" des fusiliers car réputé pour son parcours très dur. Les terre-pleins, les falaises et les plages situés aux alentours sont aménagés pour l’entraînement. Les embarcations sont amarrées au port La Pérouse, qui dispose aussi d’un quai où les bâtiments de débarquements peuvent accoster.
En 1956, c'est la création de la "demi-brigade de fusiliers marins" (DBFM). Parmi ses membres, Barthélémy Rossello, certifié commando le 1er juin 1954 et nommé au Corps amphibie Marine à Toulon, commando de Penfentenyo. Il rejoint le commando Jaubert le 15 septembre 1956. Un centre d’instruction est destiné à former rapidement en six semaines tous les personnels, qui seront affectés à la sortie du stage, soit à la DBFM de Nemours, soit dans les compagnies de protection des ports, bases et établissements de la Marine en Algérie. Tous les deux mois, plus de 500 stagiaires sont ainsi formés et certifiés fusiliers. Vers la fin de chaque session, le "Centre Siroco" participe à une opération dans le djebel. À plusieurs reprises, les apprentis fusiliers subissent de lourdes pertes humaines, en particulier lors de l’opération du 23 juillet 1957 au djebel Taoudet, et lors de l’opération du 3 juin 1960 au djebel Guergour.
Certaines opérations mobilisent tout l'effectif de la base, soit 200 à 300 hommes. En mars 1958, au cours d'un des stages au cap Matifou, des officiers musulmans protestèrent contre « les attitudes soit blessantes, soit méfiantes de certains cadres européens à l'égard des militaires musulmans ». Le 25 avril, lors de l'échec du Putsch de généraux, la base du centre Siroco et son commandant Joseph Hinden, un ancien du commando Jaubert en Indochine, restent fidèles au général De Gaulle. L'OAS passe alors à la clandestinité et réalise ses premières émissions pirates: le 5 août 1961, le programme local de la RTF est réduit au silence et remplacé par une émission pirate de l’OAS.
Le jeudi 21 septembre 1961 vers 20 h, un commando d’une quinzaine d’hommes investit le cap Matifou. Après avoir neutralisé les marins, ils font exploser l’antenne de 40 mètres de haut et à partir de 20 h 2 les auditeurs entendent un discours du général Paul Gardy, ancien commandant de la Légion étrangère et du putsch des généraux en avril 1961.

### Le retour en Bretagne en 1962
L'École du Cap Matifou est dissoute le 1er juillet 1962 et réinstallée en Bretagne le 29 juillet, sur la rive gauche du Scorff dans des installations sommaires avant de s'installer plus franchement en 1968 sur les lieux de son implantation actuelle.
Les installations de l'école utilisées pour la formation physique et sportive des élèves comprennent un gymnase omnisports, une salle de musculation, une piscine, un terrain de football en cendrée, un parcours du combattant ; des parcours spécifiques pour la formation commando (parcours d'assaut, jungle et commando).

### Missions de l'école
L'école met à disposition des formations et cours spécifiques au métier de fusilier marin.
La formation des officiers fusiliers marins se divise en deux catégories : l'EOFC destinée aux jeunes officiers d'une durée de 4 mois et l'ESFC destinée aux officiers plus expérimentés, d'une durée moyenne de 10 mois.
L'école dispense également les cours de Brevet Supérieur (BS) d'officier marinier supérieur au sein des unités de la marine, de commander une escouade en unité de fusiliers marins et de participer à la protection et à la défense d'une unité à terre ou embarquée. Ainsi que les cours du Brevet d'Aptitude Technique (BAT) qui forment les maistranciers aux missions de chef d'équipe dans une unité de fusiliers marins à terre et au sein d'une brigade de protection à bord des bâtiments, à l'issue de l'École de Maistrance. Il prépare les élèves à l'obtention du certificat d'aide moniteur d'éducation physique militaire et sportive. Il est le passage obligé pour devenir officier marinier.
L’École des fusiliers marins assure également :
- l'instruction et la formation des tireurs d'élite de la marine et des "palmeurs" des commandos,
- une initiation à l'escalade,
- organise des stages d'aguerrissement au profit des brigades de protection des bâtiments de combat de la marine,
- organise des stages destinés aux réservistes (préparations militaires marine, préparation militaire supérieure, réserve opérationnelle).

### Département commando
Le département commando dispense aux élèves une formation physique et morale ainsi qu'un complément de connaissances techniques afin de les rendre aptes à servir dans les commandos marine.
Il existe plusieurs brevets :

#### Brevets officiers
- 1er niveau : chef d'escouade commando.
- 2e niveau : officier en second de commando.

#### Brevets officiers mariniers et équipage
- Chef de mission commando
- Chef d'escouade commando
- Chef d'équipe commando
- Opérateur commando

## Symboles

### Les drapeaux
Il existe 3 drapeaux actuellement en service dans la marine retraçant l'histoire des Fusiliers Marins : le drapeau de la brigade de fusiliers marins (devenu drapeau du 1er régiment de fusiliers marins) , le drapeau du régiment blindé de fusiliers marins et le drapeau de la demi brigade de fusiliers marins.
Le drapeau confié à la garde du commandant de l'École des fusiliers marins, est l'un des plus prestigieux de la nation. Ce drapeau contient dans ses plis les 11 plus grandes batailles où se sont illustrés les fusiliers :
Dixmude (1914), Yser (1914), Longewaede (1917), Hailles (1918), Moulin de Laffaux (1918), Bir-Hakeim (1942), Garigliano (1944), Montefiascone (1944).
Troisième régiment le plus décoré de France, le drapeau de la brigade de fusiliers marins a été, à de multiples reprises, décoré pour les faits d'armes des fusiliers marins. Il compte à ce jour :
- la Croix de chevalier de la Légion d'honneur ;
- la Croix de Compagnon de la Libération ;
- la Croix de guerre 1914-1918, avec 6 citations à l'ordre de l'Armée ;
- la Croix de guerre 1939-1945, avec 5 citations à l'ordre de l'Armée ;
- la Médaille de la Résistance avec rosette, décernée le 31 mars 1947 ;
- la Médaille coloniale avec 4 agrafes (Libye, Tripolitaine, Tunisie 42/43, Extrême-Orient) ;
- la Médaille militaire (1939-1945) ;
- les fourragères aux couleurs de la Légion d'honneur (1914-1918) ;
- les fourragères aux couleurs de la Légion d'honneur (1939-1944) ;
- les fourragères aux couleurs de la Croix de la libération (depuis le 18 juin 1996), pour l'Ecole des fusiliers marins, héritière du patrimoine du 1er régiment de fusiliers marins.

### Le béret à l'anglaise
Le fort attachement aux racines anglaises dénote la place primordiale que ces dernières occupent au sein des traditions des fusiliers marins. Par souci de conformité avec les forces spéciales de la Marine, les fusiliers marins portent leur béret à l'anglaise. Les commandos et fusiliers marins sont ainsi à l'inverse de tous les régiments de l'Armée française (excepté la brigade franco-allemande), les seuls à ne pas porter leurs insignes côté droit.
Le béret des fusiliers marins est de couleur bleu foncé, leur insigne prend ses origines au 1er régiment de fusiliers marins dont ils sont les descendants. Il est ainsi composé d'un écu surmonté par un sabre d'abordage croisant un pistolet de mousquetaire, symbolisant leur appartenance aux mousquetaires des vaisseaux du Roy. S'enroulent autour une corde et une chaîne, symboles de protection et d'action.
Autrefois arboré puis supprimé avant d'être réintroduit en 2016, un autre insigne est visible sur une très large minorité de fusiliers marins. Il définit l'appartenance aux marins non certifiés commandos mais servant au sein d'un commando.

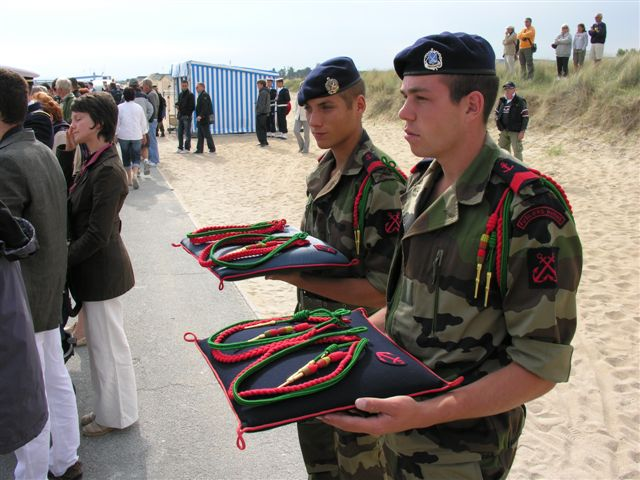
Remise des fourragères par les fusiliers marins pendant la cérémonie du 6 juin 2009, hommage au commando Kieffer. Le béret bleu foncé est porté par le personnel affecté dans les unités de fusiliers marins ou à l'école des fusiliers marins. L'insigne de béret est celui des fusiliers marins.
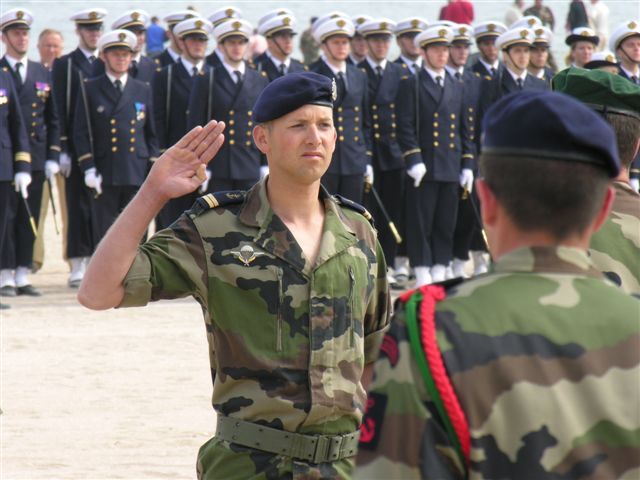
Un officier des fusiliers marins pendant la cérémonie du 6 juin 2009, hommage au commando Kieffer. L’insigne de béret est porté côté gauche.
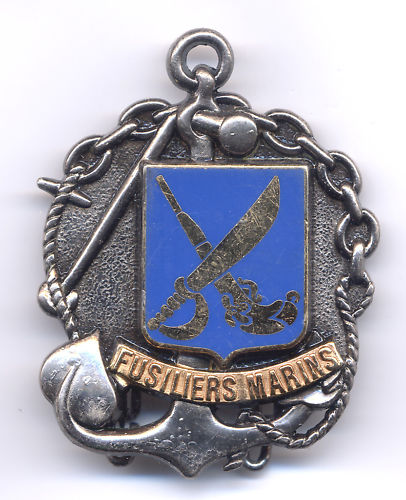
Insigne de béret des fusiliers marins.
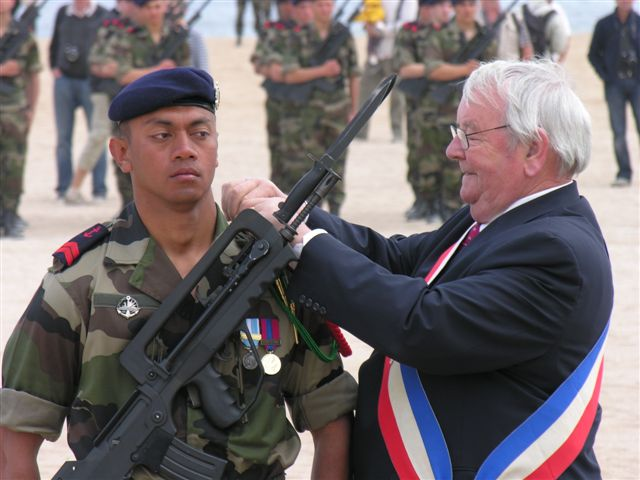
Fusiliers marins, remise des fourragères, pendant la cérémonie du 6 juin 2009, hommage au commando Kieffer.
Béret des fusiliers marins

### Uniforme
Les fusiliers marins ne portent que le treillis militaire camouflage. Lors de cérémonies militaires, les officiers et officiers mariniers portent la casquette et le sabre. Les membres de l'équipage fusiliers marins portent eux un bonnet (bachi) et une vareuse.

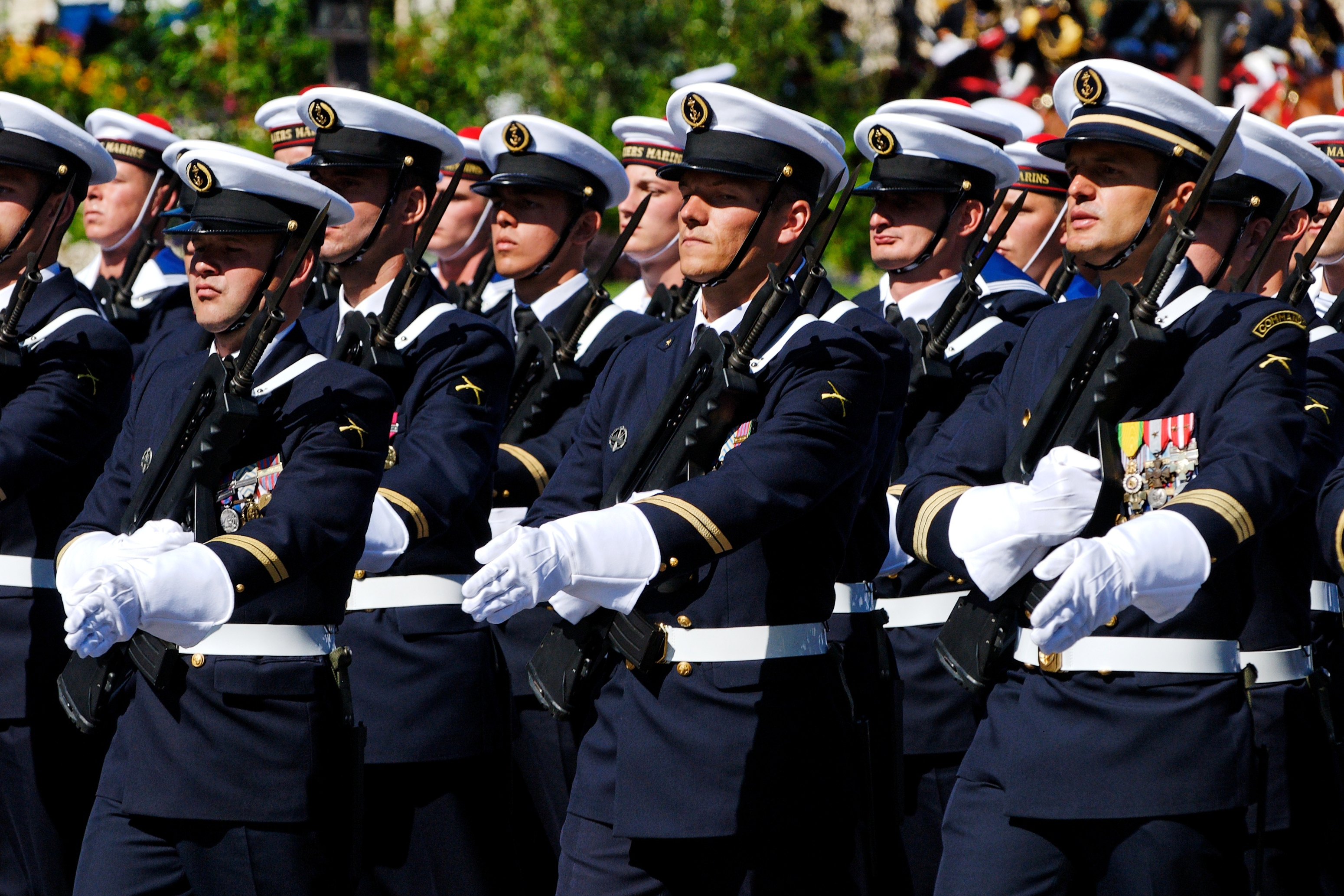
Officiers mariniers et officiers lors d'une parade.

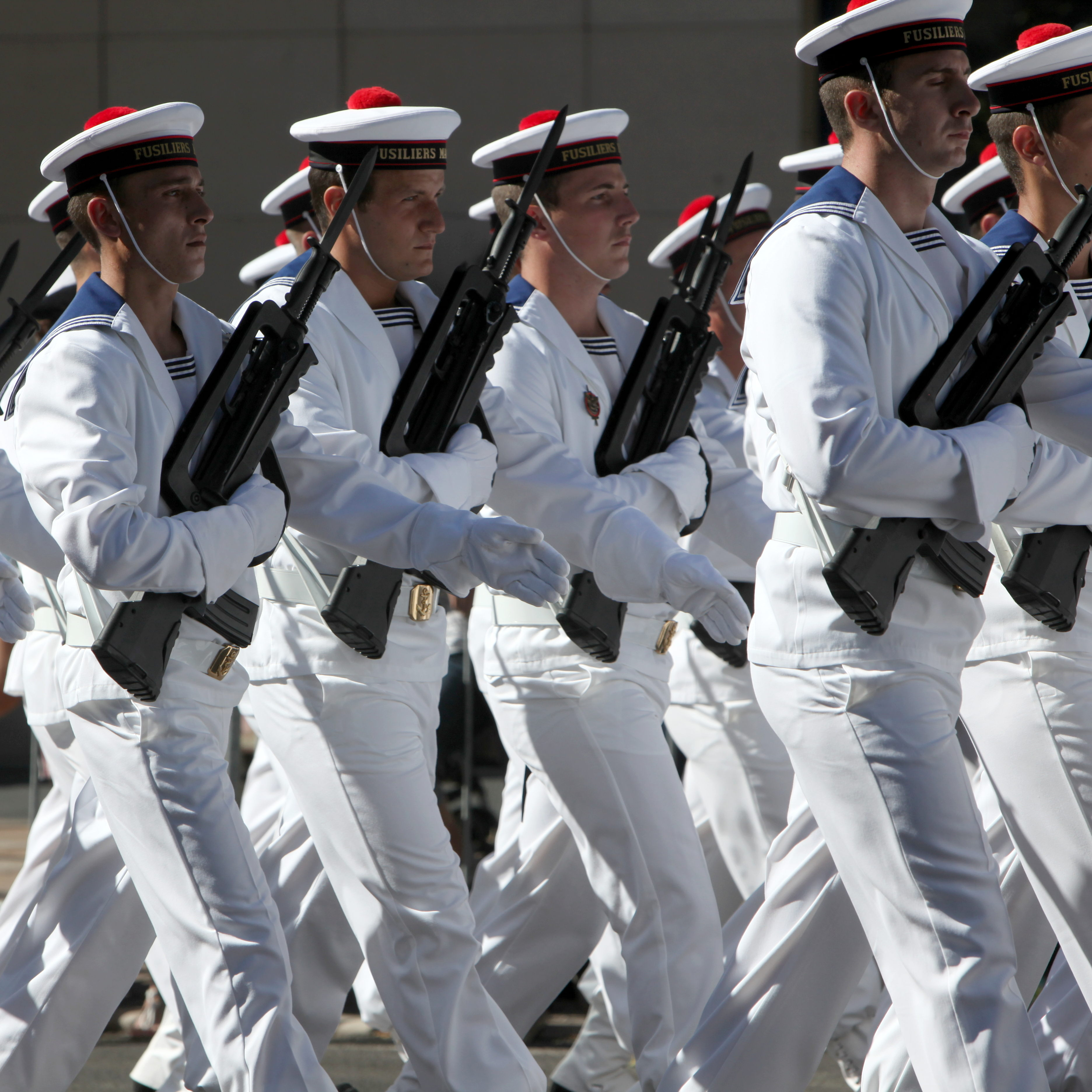
Membres d'équipage fusiliers marins lors d'une parade.

### Chants

#### La marche des fusiliers marins
« Les fusiliers de la Marine

De l'ennemi furent la terreur,

Opposant leur mâle poitrine

A tout cruel envahisseur.

Devant l'Yser, Ypres, Dixmude,

Parfois sans pain et sans soulier,

Du marin la tâche fut rude

Mais il s'y couvrit de lauriers !

Refrain

Les fusiliers marins

En chantant ce refrain,

Bravent la mitraille

Qui fait rage dans la bataille.

Les fusiliers marins

En chantant ce refrain,

Pour l'honneur du Drapeau

Fièrement se font trouer la peau.

C'était pour défendre la France

Qu'héroïque ils s'étaient offerts,

L'univers vante leur vaillance,

Dieu sait combien ils ont souffert.

Ronarc'h, l'amiral intrépide,

Bravant l'ennemi, le danger,

Conduisit la troupe splendide,
Repoussant partout l'étranger ! »

D'autres chants sont dédiés aux fusiliers marins comme l'Hymne des fusiliers marins, Loin de chez nous ou encore le chant de la Marche de la DBFM.

## Personnalités ayant servi chez les fusiliers marins

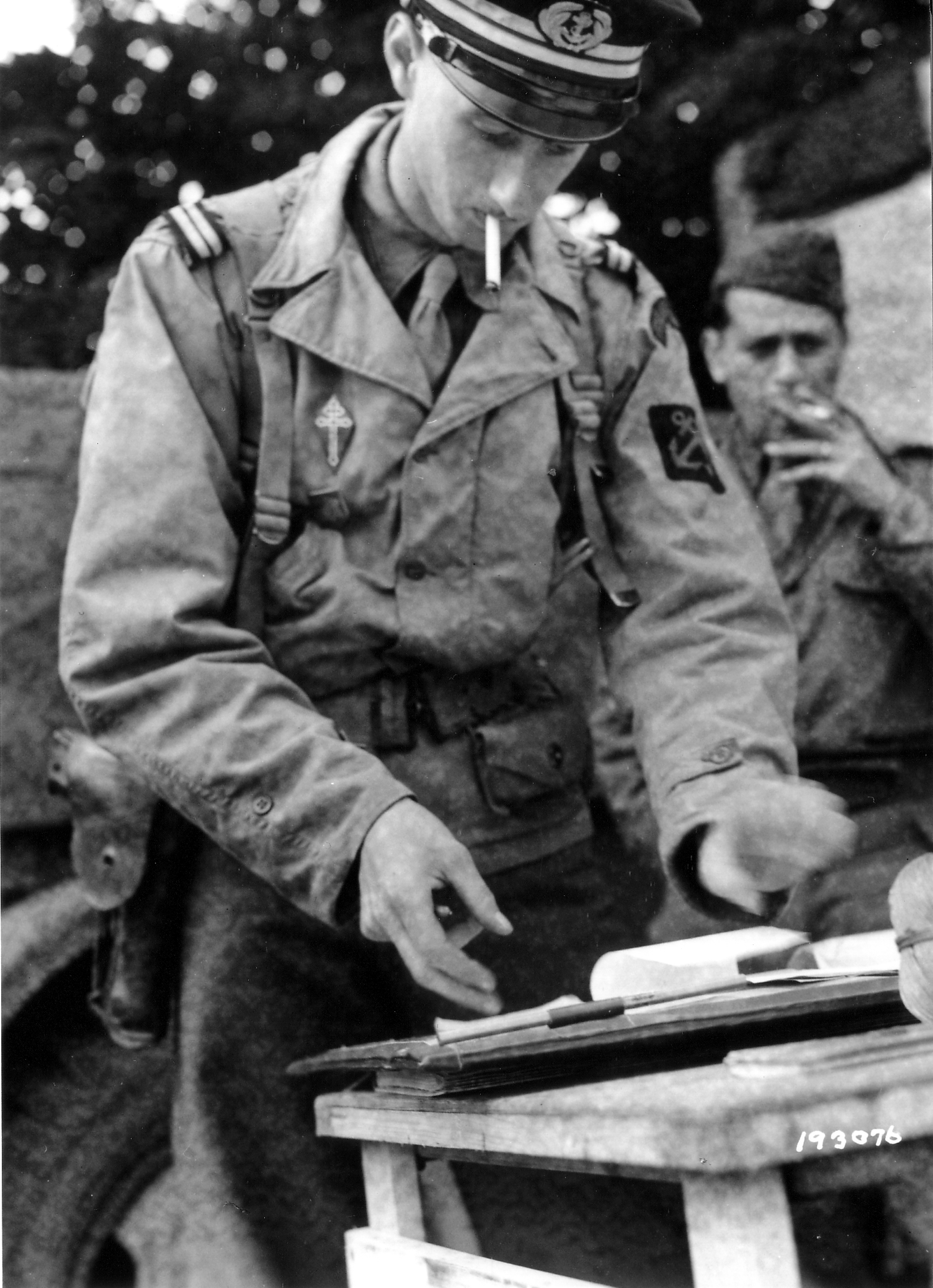
Philippe de Gaulle en tant qu'officier fusilier marin pendant la Seconde Guerre mondiale.

- Jean Gabin (1904-1976), acteur français
- Roland Lesaffre (1927-2009), acteur français
- Alain Delon, acteur français né le 8 novembre 1935
- Patrice Melennec, acteur français  né le 1er juin 1942
- Pierre Brice (1929-2015), acteur français
- Marcel Cerdan (1916-1949), boxeur français
- Philippe de Gaulle, amiral, fils du général Charles de Gaulle, né le 28 décembre 1921
- Philippe Kieffer, fondateur des commandos marine (1899-1962)
- Augustin Hubert, fusilier marin commando du Jour-J (1914-1944), Mort pour la France le 6 juin 1944 à Ouistreham
- Charles Trépel (1908-1944), fusilier marin commando, Mort pour la France dans la nuit du 27 au 28 février 1944 à Wassenaar en Hollande
- Alain de Penfentenyo de Kervéréguin (1921-1946), instructeur des fusiliers marins, Mort pour la France le 20 février 1946 en Indochine
- Pierre Alexis Ronarc'h (1865-1940), premier commandant des fusiliers marins
- Marius, fusilier marin commando né le 23 juillet 1965
- Léon Gautier, fusilier marin commando du Jour-J né le 27 octobre 1922 Décédé le 3 juillet 2023.
- Hubert Faure, fusilier marin commando du Jour-J né le 28 mai 1914
- Jean Morel (1922-2019), fusilier marin commando du Jour-J
- Yves Meudal (1923-2016), fusilier marin commando du Jour-J
- Maurice Chauvet (1918-2010), fusilier marin commando du Jour-J
- René Rossey (1926-2016), fusilier marin commando du Jour-J
- Henri de Pimodan (1911-1945), résistant décédé lors d'une déportation
- Constant Duclos, premier soldat français à exécuter un saut en parachute le 12 novembre 1915
- Georges Hébert (1875-1957), pionnier de l'éducation physique française, créateur de la méthode naturelle d'éducation physique, directeur des exercices physique de la Marine, capitaine des fusiliers marins, blessé à Dixmude en 1914.
- Paul Henry, officier fusilier marin, décède en défendant le quartier de la légation de Pékin (1900).
- Pierre Guillaume (1925-2002), officier de marine français, a inspiré le personnage héros du roman Le Crabe-tambour et du film du même nom.
- Hubert Amyot d'Inville (1909-1944), Mort pour la France le 10 juin 1944 à Montefiascone (Italie)
- Lucien Bernier (1914-1944), Mort pour la France le 2 octobre 1944 à Champagney
- Robert Détroyat (1911-1941), Mort pour la France le 21 juin 1941 en Syrie
- Joseph Domenget (1908-1944), Mort pour la France le 24 novembre 1944 au Ballon d'Alsace
- Pierre le Goffic (1912-1944), Mort pour la France le 22 août 1944 à Hyères
- Yves Nonen (1916-1944), Mort pour la France le 24 novembre 1944 au Ballon d'Alsace
- Julien Roger (1919-1945), Mort pour la France le 10 avril 1945 à Breil-sur-Roya
- Henri Silvy (1920-1944), Mort pour la France le 6 juin 1944 sur l'aéroport de Guidonia (Italie)
- Roger Barberot (1915-2002), ambassadeur de France
- Jacques Bauche (1914-1982),
- Jean Brasseur-Kermadec (1914-1992), compagnon de la Libération, amiral, préfet maritime de Toulon
- Jean Cadéac d'Arbaud (1917-2003), directeur de compagnies aériennes (Air Afrique, UTA)
- Constant Colmay (1903-1965), compagnon de la Libération, conservateur du Musée du Mont-Faron
- Bernard Demolins (1918-2012), compagnon de la Libération, fonctionnaire de l'ONU
- Joseph Duhautoy-Schuffenecker (1909-1995), lieutenant aumônier, Missionnaire en Afrique
- Marcel Guaffi (1918-1997), compagnon de la Libération
- Pierre Iehle (1914-1984), amiral, inspecteur général de la Marine
- Jules de Koenigswarter (1904-1995), ambassadeur de France
- Georges Le Sant (1914-2000), compagnon de la Libération
- Alexandre Lofi (1917-1992), commando, compagnon de la Libération
- Stanislas Mangin (1917-1986), conseiller d'État
- Michel Maurice-Bokanowski (1912-2005), député, maire d'Asnières-sur-Seine
- René Millet (1910-1978), compagnon de la Libération, ambassadeur de France
- André Morel (1916-1979), compagnon de la Libération
- Pierre de Morsier (1908-1991)
- Jean des Moutis (1911-1965), compagnon de la Libération, attaché à l'état-major de l'OTAN
- Édouard Przybylski (1920-1993), compagnon de la Libération
- Louis Rubaud (1917-1990), compagnon de la Libération
- Alain Savary (1918-1988), député, ancien ministre
- Roland Terrier (1917-1976), compagnon de la Libération, inspecteur de la navigation au Havre
- François Tilly (1910-1983), maire de Jumilhac-le-Grand
- Elie Touchaleaume (1914-2010)

## Sources et bibliographie
- J. Pinquet, Trois Étapes de la Brigade des Fusiliers marins - La Marne, Gand, Dixmude, 1918
- Georges Le Bail, Le Brigade des Jean le Gouin - Histoire documentaire et anecdotique des fusiliers marins, Paris, 1917.
- Raymond Maggiar, Les fusiliers marins dans la division Leclerc, du débarquement en Normandie, en passant par Paris et Strasbourg jusqu'à Berchtesgaden, Paris, Albin Michel, 1947.
- Marcel Vigneras, Rearming the French, Office of the Chief of Military History, Dept. of the Army, US, 1957.
- Adolphe-Auguste Lepotier, Les Fusiliers marins, Éditions France, 1962.
- Raymond Maggiar, Les Fusiliers marins de Leclerc : une route difficile vers de Gaulle, éditions France-Empire, 1984  (ISBN 2704803412) ou  (ISBN 9782704803415).
- Charles W. Koburger, The French Navy in Indochina: Riverine and Coastal Forces, 1945-54, Praeger, 1991  (ISBN 0275938336) ou  (ISBN 9780275938338).
- L’évolution des opérations amphibies, La Revue maritime, no 198, avril 1963, p. 424.
- René Bail., DBFM, demi-brigade des fusiliers-marins, Rennes, Marines, 2007  (ISBN 2915379572) ou  (ISBN 9782915379570).
- M. Alexander, France and the Algerian War, 1954-1962: Strategy, Operations and Diplomacy, Routledge, 2002  (ISBN 0714682640) ou  (ISBN 978-0714682648).
- R. Kilian, Les fusiliers marins en Indochine, Berger-Levrault, 1948.
- Musée de l'Ordre de la Libération (site internet) article par Fabrice Bourrée
- CRC1 (R) S. LE COUSTOUR pour NETMARINE.NET (mai 2005)
- « La France héroïque et ses alliés » aux Éditions Larousse (1919).
- « La Grande Guerre » de Pierre Miquel.
- « Deuil » de Georges Le Priellec, article paru dans le numéro 70 de La Chaloupe, revue du Cercle généalogique de Sud Bretagne.
- « Mémoires pour servir à l’histoire de la guerre de 1914-1918 » de Ferdinand Foch.
- « Jours de gloire » de Georges Beaume (document communiqué par « Didier le Chtimiste » http://www.chtimiste.com).
- « Histoire de l'île de Groix et de la famille Gouronc », site internet de Enguerrand Gourong
- Article 10253 des colsbleus

## Vidéo de l'entraînement
- Entrainement au camp Siroco des jeunes des FNFL (Forces Navales Françaises Libres) en Algérie pendant la guerre .